# Иоанн Беверлийский
Иоанн Беверлийский (англ. John of Beverley, VII век, Харфам, Йоркшир и Хамбер — 7 мая 721, Беверли, Йоркшир и Хамбер) — епископ Хексема (687—705), а затем епископ Йорка (705—718), действовавший в королевстве Нортумбрия в VIII веке. Основал город Беверли, построив там монастырь. Святой Римско-католической церкви и Русской православной церкви, чудотворец. Его память в Православии совершается в Третью неделю по Пятидесятнице, в день празднования Собора Британских и Ирландских святых. В католичестве канонизирован в 1037 году папой Бенедиктом IX c днём памяти 7 мая.

## Биография
Родился в благородной семье в Харфаме, Восточный райдинг Йоркшира, получил образование в Кентербери у Адриана, а не в Оксфорде, согласно некоторым источникам. Тем не менее все эти данные впервые были записаны лишь после его канонизации в 1037 году и могут быть недостоверными. Какое-то время он был монахом в Уитби при святой Хильде, о чём пишет его друг Беда Достопочтенный. Стал известным проповедником, проявив недюженную эрудицию при толковании Писания.
В 687 году рукоположён в сан епископа Хексема Феодором Тарсийским, архиепископом Кентерберийским (602—690), а в 705 году назначен епископом Йорка. О его деятельности мало что известно, кроме того, что он усердно посещал приходы в своей епархии, был внимателен с бедным и лично контролировал процесс обучения учеников. Он рукоположил Беду в диаконы и священники. Ушёл в отставку в 717/18 году и удалился в основанный им монастырь в Беверли, где и умер 7 мая 721 года.